# 圣马尔谷在海难中拯救撒拉逊人
圣马尔谷拯救萨拉森人（San Marco salva un Saraceno）是丁托列托的一幅布面油画，画幅 398x337 厘米，绘制于1562-1566年。
这幅画由圣马尔谷大会堂的“守护者”托马索·兰戈内订制。1807年，这幅画和圣马尔谷大会堂的其他三幅丁托雷托画作都被没收，另外三幅是《圣马可解救奴隶的奇迹》、《偷运圣马尔谷的圣髑》和《发现圣马尔谷的圣髑》，除《发现圣马尔谷的圣髑》分配给米兰布雷拉画廊以外，其他都分配给威尼斯学院美术馆。
这幅画描绘一名撒拉逊人在前往亞歷山卓的途中遇到猛烈的风暴，听到圣人声音的召唤，奇迹般地获救。画面戏剧性地再现了船只沉没时的猛烈海浪，歪斜的沉船，强光冲破了乌云密布的云层，圣马尔谷身穿玫瑰色外衣从天而降，救起失去知觉的萨拉森人。会堂的“守护者”托马索·兰戈内也出现在船的边缘，奋力救援一艘被海水吞噬的沉船。